# Пити, Адам
Адам Джордж Пити (англ. Adam George Peaty; род. 28 декабря 1994, Ютокситер, Западный Мидленд) — британский пловец, трехкратный олимпийский чемпион (2016 и 2020), 8-кратный чемпион мира, 16-кратный чемпион Европы, чемпион Европы на «короткой воде», 4-кратный чемпион Игр Содружества, рекордсмен мира на дистанциях 50 и 100 метров брассом. Офицер ордена Британской империи (OBE). Считается одним из лучших пловцов брассом в истории.

## Биография

### 2010-е годы

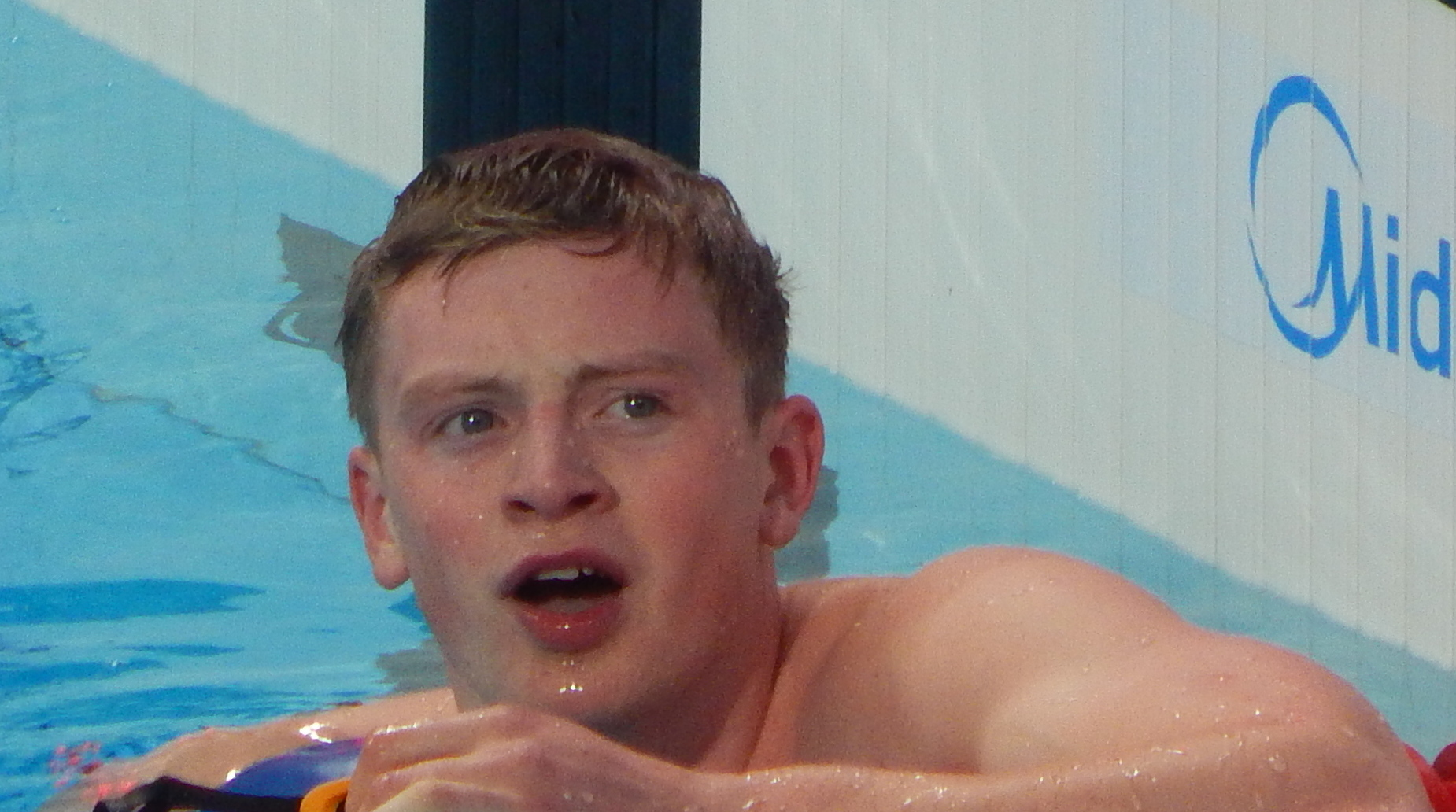
2015 год

В 2013 году дебютировал на чемпионате Европы на короткой воде, но остался без наград.
В 2014 выиграл 2 золотых и серебряную медали на Играх Содружества. Затем на чемпионате Европы выиграл 4 «золота», причём на дистанции 50 метров брассом побил мировой рекорд. На чемпионате мира на короткой воде завоевал три серебряных медали. В том же году Адама признали лучшим пловцом года в Европе.
В 2015 году на национальном чемпионате установил мировой рекорд на стометровке брассом. На чемпионате мира стал первым на дистанции 100 метров. Затем в полуфинале на 50 метрах установил новый мировой рекорд, а в финале выиграл соревнования на этой дистанции. Потом выиграл третью золотую медаль в смешанной комбинированной эстафете, установив мировой рекорд.
В 2016 году обновил мировой рекорд на Олимпийских играх в Рио, выиграв финальный заплыв на 100 метров брассом с результатом 57,13. В комбинированной эстафете в составе сборной Великобритании стал серебряным призёром.
В 2018 году на домашнем чемпионате Европы вновь обновил мировой рекорд на «стометровке» (результат — 57,10 секунд).
На чемпионате мира 2019 года в корейском Кванджу 22 июля завоевал золотую медаль на дистанции 100 метров брассом. Днём ранее на этой дистанции установил мировой рекорд 56,88 секунды. Чемпионат мира 2019 года стал третьим подряд, на котором Пити сделал золотой дубль на дистанциях 50 и 100 метров брассом.

### 2020-е годы
В мае 2021 года на чемпионате Европы, который состоялся в Венгрии в Будапеште, на дистанции 100 метров брассом завоевал золотую медаль, показав время 57,66 секунды. На дистанции 50 метров брассом также завоевал золотую медаль, проплыв в финальном заплыве за 26,21.
На Олимпийских играх в Токио, которые прошли в 2021 году, выиграл золото на дистанции 100 метров брассом, смешанной комбинированной эстафете 4×100 метров и серебро в мужской комбинированной эстафете 4×100 метров.
В 2023 году взял паузу в выступлениях, но заявил, что намерен выступить на Олимпийских играх 2024 года в Париже.
В феврале 2024 года на чемпионате мира в Дохе завоевал бронзу на дистанции 100 метров брассом, уступив в финале 0,53 сек Нику Финку. На дистанции 50 метров брассом занял 4-е место с результатом 26.77.
На Олимпийских играх 2024 года в Париже не смог третий раз подряд выиграть дистанцию 100 метров брассом. В финале проплыл за 59,05 (на 0,19 сек медленнее, чем в полуфинале) и поделил второе место с Ником Финком, отстав на 0,02 сек от Николо Мартиненги. В мужской комбинированной эстафете 4×100 метров Пити плыл и на предварительном этапе, и в финале. Британцы заняли 4-е место, отстав от бронзовых призёров французов более чем на секунду.
Во время обучения в Университете Лафборо познакомился с девушкой Айринедд Мунро, студенткой университета. 11 сентября 2020 года у пары родился сын Джордж-Андерсон Адетола Пити. В августе 2022 года он объявил об их расставании. Он помолвлен с Холли Рамзи, дочерью знаменитого шеф-повара Гордона Рамзи. Пити — фанат футбола и болеет за «Ноттингем Форест». Среди его многочисленных татуировок — изображение греческого бога Посейдона и 2016 год, написанный римскими цифрами (MMXVI).

## Результаты Пити на Олимпийских играх
Зелёным выделены участия в финальных заплывах
| Дистанция                                  | 2016 | 2020 | 2024 |
| ------------------------------------------ | ---- | ---- | ---- |
| 100 метров брассом                         | 1    | 1    | 2    |
| Комбинированная эстафета 4×100 м           | 2    | 2    | 4    |
| Смешанная комбинированная эстафета 4×100 м | н/д  | 1    | —    |